# L'Malouma Said
Malouma Said (Boutilimit, 1972) és una antiga esclava i actual diputada de Mauritània.
Malouma Saïd va néixer esclava el 1972, a Boutilimit, al sud-est de la capital Nouakchott, a la regió de Trarza. Als disset anys, es va convertir en activista per a l'emancipació de les Haratin. Es va incorporar a l'Organització d'Alliberament dels Haratines (L'Hor) el 1990 i va participar en l'aparició dels primers partits polítics de l'oposició, amb el RFD o Ralliement des forces democratiques el 1991, i Action pour le changement o AC el 1995, que estan compromesos especialment contra l'esclavitud. També dirigeix una cooperativa de comerciants i en va esdevenir presidenta. És responsable de les dones en el moviment Hor, i membre fundadora de l'organització antiesclavista SOS Esclaves, liderada pel seu marit, Boubacar Ould Messaoud. El 2006, va ser elegida membre de l'Assemblea Nacional de Mauritània. És una de les quatre dones d'Haratine. Va ser reelegida el 2013. És coneguda per la seva postura sobre els drets humans, contra la discriminació i per la seva lluita per la millora de les presons a Mauritània. El 2018 va rebre el Premi Internacional Dona Coratge.